# Комплекс споруд магазинів (Ніжин)
Комплекс споруд магазинів — пам'ятка архітектури місцевого значення у Ніжині на вулиці Станіслава Прощенка. Нині тут розміщуються магазини.

## Історія
Спочатку об'єкт було внесено до «списку нововиявлених пам'яток архітектури» під назвою «Торгові ряди» за адресою Московський будинок № 3.
Наказом Міністерства культури і туризму від 21.12.2012 № 1566 надано статус «пам'ятник архітектури місцевого значення» з охоронним № 10034-Чр під назвою «Комплекс споруд магазинів».

## Опис
Будинок збудований на початку ХХ століття навпроти перехрестя Московської та Суддівської вулиць.
Кам'яний, одноповерховий, прямокутний у плані будинок зі скатним дахом. Фасад розчленовують пілястри, між якими чотирикутні великі віконні отвори завершується зубчастим карнизом. Оздоблений орнаментальною цегляною кладкою. У горищному даху розташовані люкарни арочної та прямокутної форм зі стрілчастими елементами. Перепланований усередині для поточних потреб магазинів. Фасад будинку частково закритий рекламою магазинів.